# Nicolás Navallas Martiz
Nicolás Navallas Martiz (Sangüesa, 6 de diciembre de 1924-29 de septiembre de 2023) fue un hojalatero español y artista de la hojalata en Sangüesa.

## Biografía
Es «hijo de Delfina y Lorenzo, ella ama de casa a cargo de cinco hijos, y él, carpintero de profesión». Su padre Lorenzo, carpintero, era natural de Sangüesa. Su madre, ama de casa, había nacido en Peña, actualmente despoblado. Vivían en la calle Nueva 15, de Sangüesa. Se crio sin padre. Su padre falleció el 7 de junio de 1928. Apenas lo conoció. Fue a la escuela hasta los 14 años cuando comenzó a aprender el oficio de hojalatero porque no le gustaba la carpintería. Él quería ser mecánico dentista pero nadie le quiso enseñar el oficio. Más tarde se interesó por los automóviles pero tampoco pudo ser. Fue aprendiz de hojalatero con Ricardo Estabolite, y conservaba un cuaderno de su puño y letra, fechado en 1945, con plantillas y medidas de los utensilios más habituales que se encargaban por aquel entonces.
En cuanto aprendió el oficio de hojalatero, se puso por su cuenta, aunque eran los tiempos de la posguerra y no resultó fácil. Estaba todo racionado y era muy complicado conseguir material, como chapas de zinc, o gasolina. Ganaba 7 pesetas a la semana. Hasta 1950 fue hojalatero. Con la llegada del plástico, pasó a realizar trabajos de fontanería y calefacción. Fue concejal en el Ayuntamiento de Sangüesa entre 1974 y 1979.
Viudo de Esther Echarte, natural de Gallipienzo, con quien tuvo cuatro hijos (Javier, Agustín, Ángel y Ester), seis nietosy un biznieto. Vivió siempre en Sangüesa, donde era muy conocido por su carácter afable, y tenía amistades de todo el mundo gracias a la ubicación de su taller, junto a la iglesia de Santiago en el Camino de Santiago, en cuya parroquia los Navallas «siguen todavía firmes» desde 1871. Usaba técnicas de zahorí para encontrar agua en pozos o localizar averías en las tuberías y cañerías de forma sencilla.

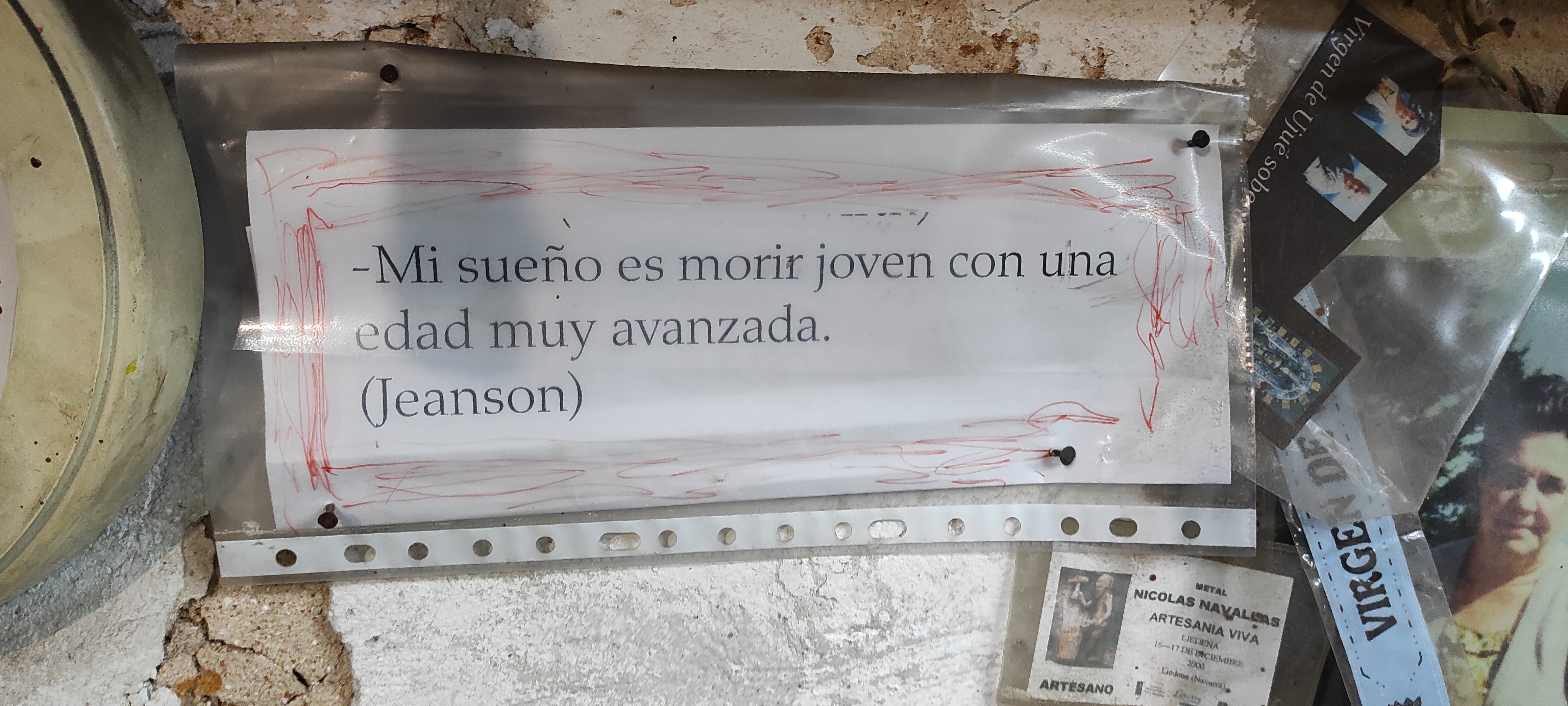
"El sueño de Nicolás": «Mi sueño es morir joven con una edad muy avanzada» (Jeanson)

De forma generosa y altruista, realizó cascos y corazas romanas para los participantes en las procesiones «de Semana Santa en Pamplona, o de faroles en Artajona, Aibar o Peralta», sin olvidarse de Sangüesa para la que «realizó cofres, cálices y coronas para el Misterio de Reyes.»
En un rincón de su taller se podía leer el «sueño de Nicolás», una cita a Jeanson: «Mi sueño es morir joven con una edad muy avanzada». En el epitafio publicado en la prensa se podía leer:  «Cumplido mi sueño de morir joven a una edad muy avanzada». A falta de dos meses para cumplir los 99 años.

## Obras

### Iglesia de Santiago
Cuando Santiago "se apareció" en Sangüesa "se provocó todo un revuelo en el pueblo" recordaba Nicolás Navallas a los 90 años. El hallazgo fue el 16 de junio de 1964. Era una imagen de estilo gótica, de influencia francesa, fechada entre finales del XIII y principios del siglo XIV, con una altura, sin peana, de 1,87 m. La imagen representa al apóstol como peregrino. "Ante el hallazgo, se apostó por una reforma global de la iglesia", indicaba Navallas.
En los años 60 y 70 fue una de las personas que participó y lideró la obra de reforma de la parroquia de Santiago de Sangüesa que duró seis años, para la que el vecindario aportó 6000 horas de trabajo voluntario (auzolan), y la Institución Príncipe de Viana millón y medio de pesetas para sacar adelante ese proyecto. En una publicación de imágenes del archivo fotográfico de la ciudad se le ve acompañado de varios vecinos. La iglesia se inauguraba el 19 de marzo de 1971.

### Banda municipal
Su afición a la música ha sido reconocida en varias ocasiones. Así el 23 de agosto de 2014 durante la celebración del Día de la Banda, se le rindió un homenaje a sus 91 años, al ser «el componente de más edad, padre del actual alcalde y miembro de la banda Ángel Navallas Echarte, en representación de los sangüesinos que han participado en ella» en la Banda Municipal de Sangüesa.

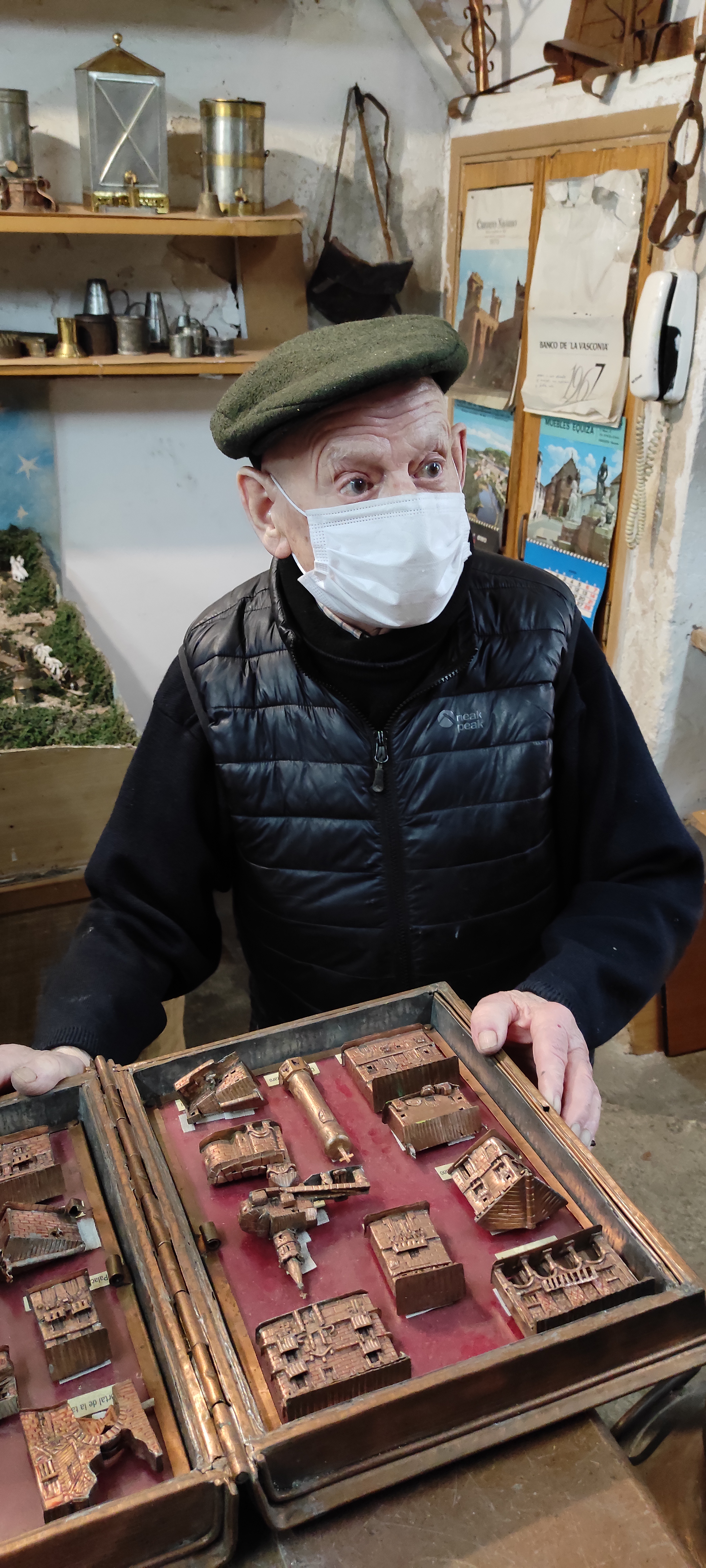
Nicolás Navallas mostrando a los visitantes de su taller-museo una de sus "joyas" más preciadas

### Taller-Museo
Cuando se jubiló a los 65 años, volvió a la hojalatería. En su taller acumulaba joyas artesanas creadas por él mismo en las últimas décadas. Medidas de vino, cántaros de leche, bebederos de gallinas, caloríferos para calentar las camas, marcas para la masa de pan que se llevaba a hornear al panadero o faroles de carro. Todo de hojalata o plomo, zinc, cobre.... Piezas únicas, desde recreaciones a pequeña escala de monumentos locales, a objetos como los que se empleaban antaño.

#### Maqueta de Sangüesa
Su taller es un pequeño museo lleno de obras de arte únicas. Mediante el trabajo manual de la hojalata, el cobre, el zinc o el plomo, el taller atesora piezas que impresionan al visitante como un belén que recrea, al estilo de una maqueta, la Sangüesa de los siglos XII-XIV, con su muralla medieval, el Castellón en el monte de Santa Margarita o la gran noria junto al batán próximo a la ermita de la Nora.
Hay también piezas tan especiales como un cántaro de cobre que incluye en su interior réplicas de las torres y espadañas de las ermitas locales, o un libro también de cobre que contiene a pequeña escala todos los monumentos locales. Asimismo, pueden admirarse recreaciones en plomo de monumentos sangüesinos de gran tamaño, como la casa consistorial, el arco de Carajeas o la iglesia de San Salvador, así como rincones locales en los que se ha representado a lo largo de la historia el Misterio de Reyes. Y también, como aficionado que era, confeccionó una serie de detalles taurinos.
No vendió nunca nada, a pesar de ofrecerle cantidades importantes. Solo ha regalado algunas, sobre todo a la familia. Con los agradecimientos o que ofrezcan misas por su mujer se da por pagado. De forma altruista, elaboró cascos y corazas a los romanos de la procesión de Semana Santa de Pamplona, o de faroles a las de Artajona, Aibar o Peralta. Incluso de algún gigante de la comparsa de Fitero. También realizó cofres, cálices y coronas para el Misterio de Reyes de Sangüesa.
En 2020 el Palacio Vallesantoro, casa de cultura de la ciudad de Sangüesa acogió una exposición titulada 'Las cosas de Nicolás' con 60 piezas de hojalata que hablan de una vida que se fue. Durante dos meses y medio de trabajo durante el confinamiento, Navallas, elaboró las piezas reutilizando unas bajantes de cañerías que quitaron de una casa, basándose en los modelos que apuntó en un cuaderno en 1945. Faroles de carro y farolillos, cántaros de leche, de agua (de Lumbier, o cántaro de Amelia), jarras para medir leche y vino procedentes de Navarra, Aragón y Castilla; gárgolas, caloríferos, letras de marcar o cuenco de los pastores para hacer el queso, así como la rejilla que hacía de brasero para calentar los pies en la iglesia, entre los 60 objetos creados.

## Galería de obras

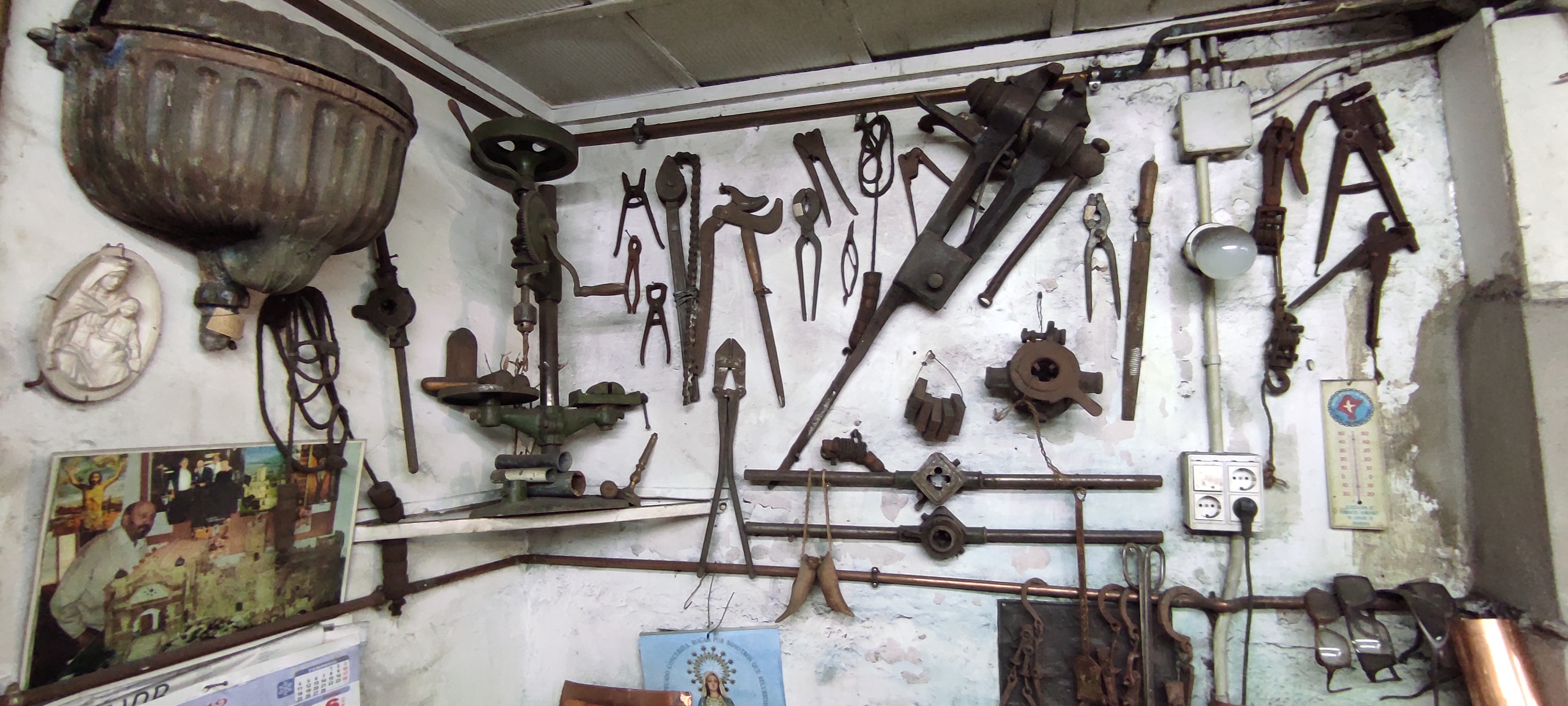
Herramientas de un hojalatero
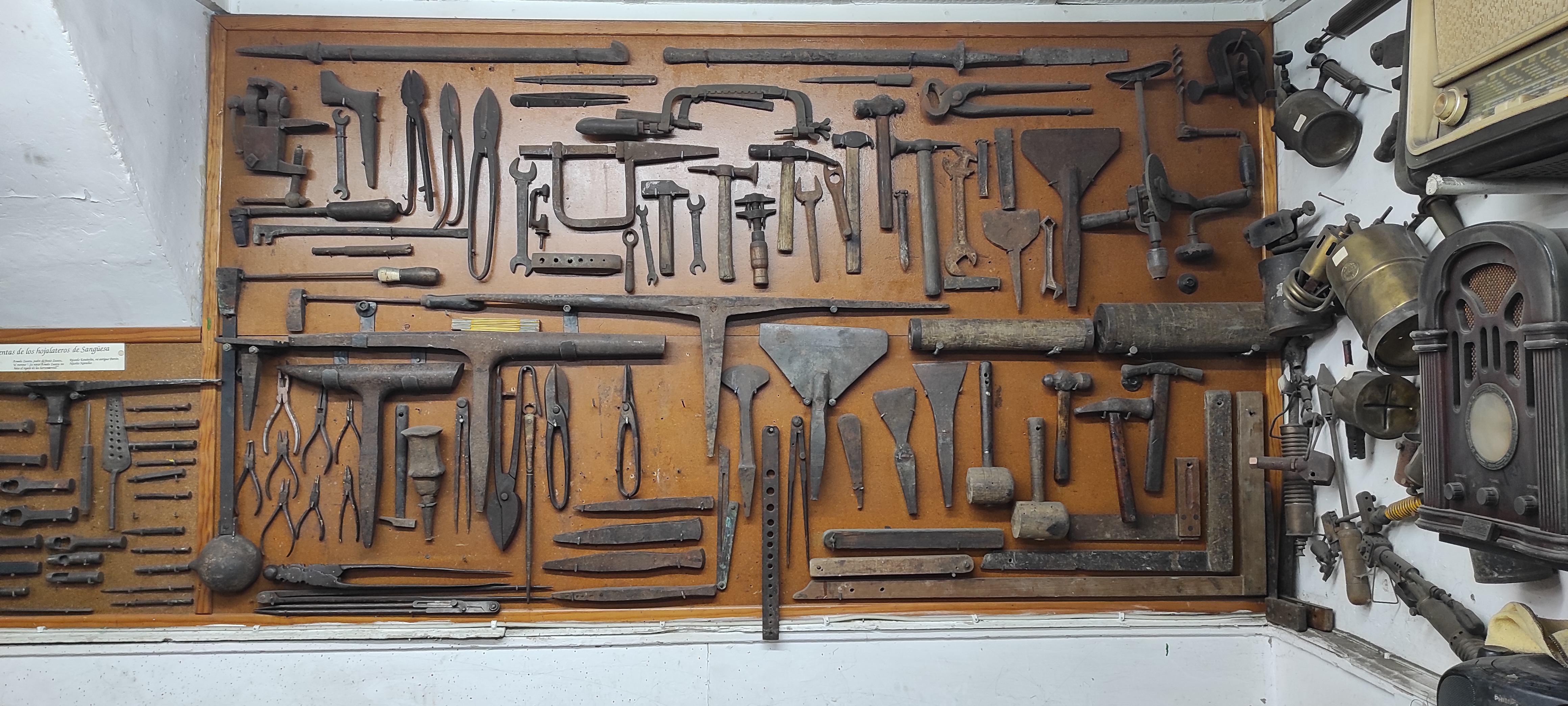
Herramientas de un hojalatero

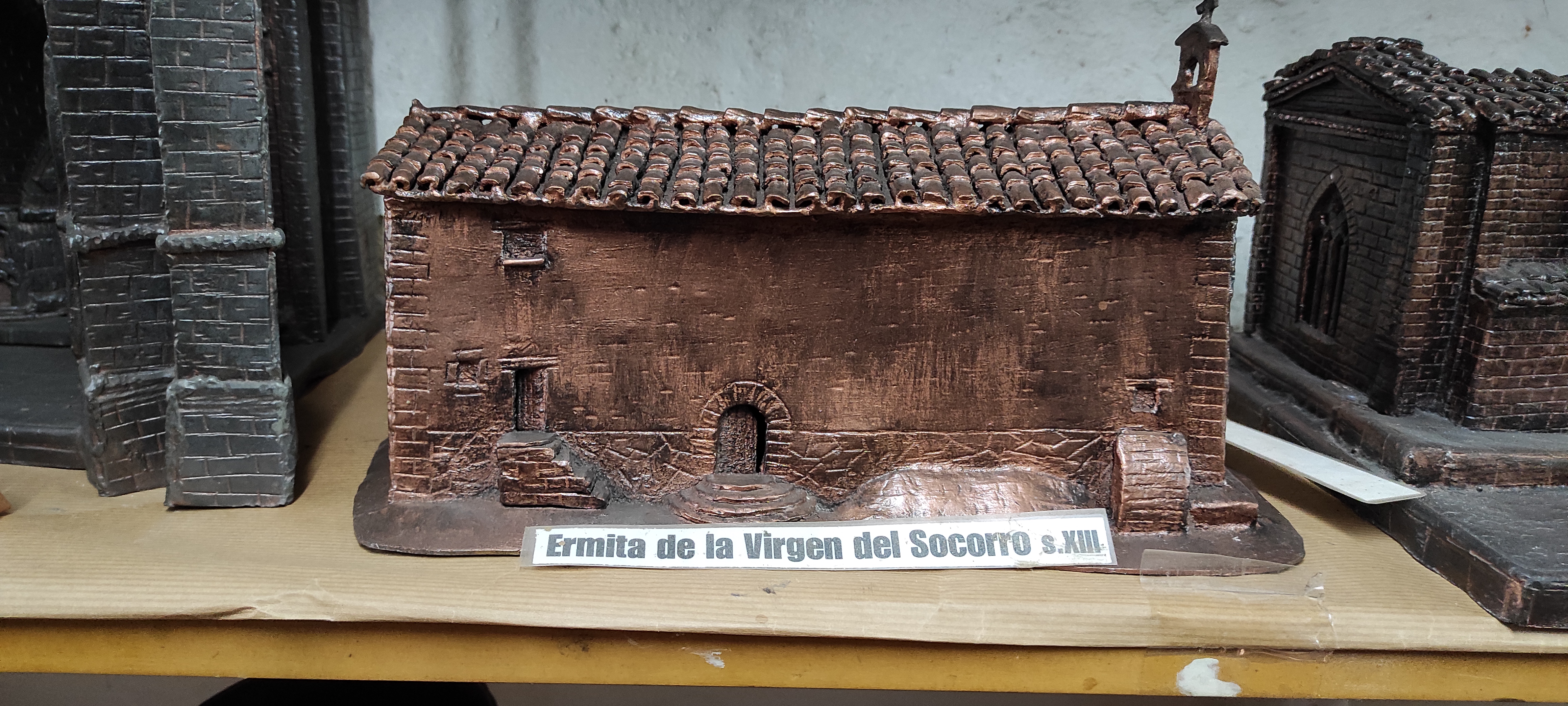
Ermita de la Virgen del Socorro (Sangüesa)
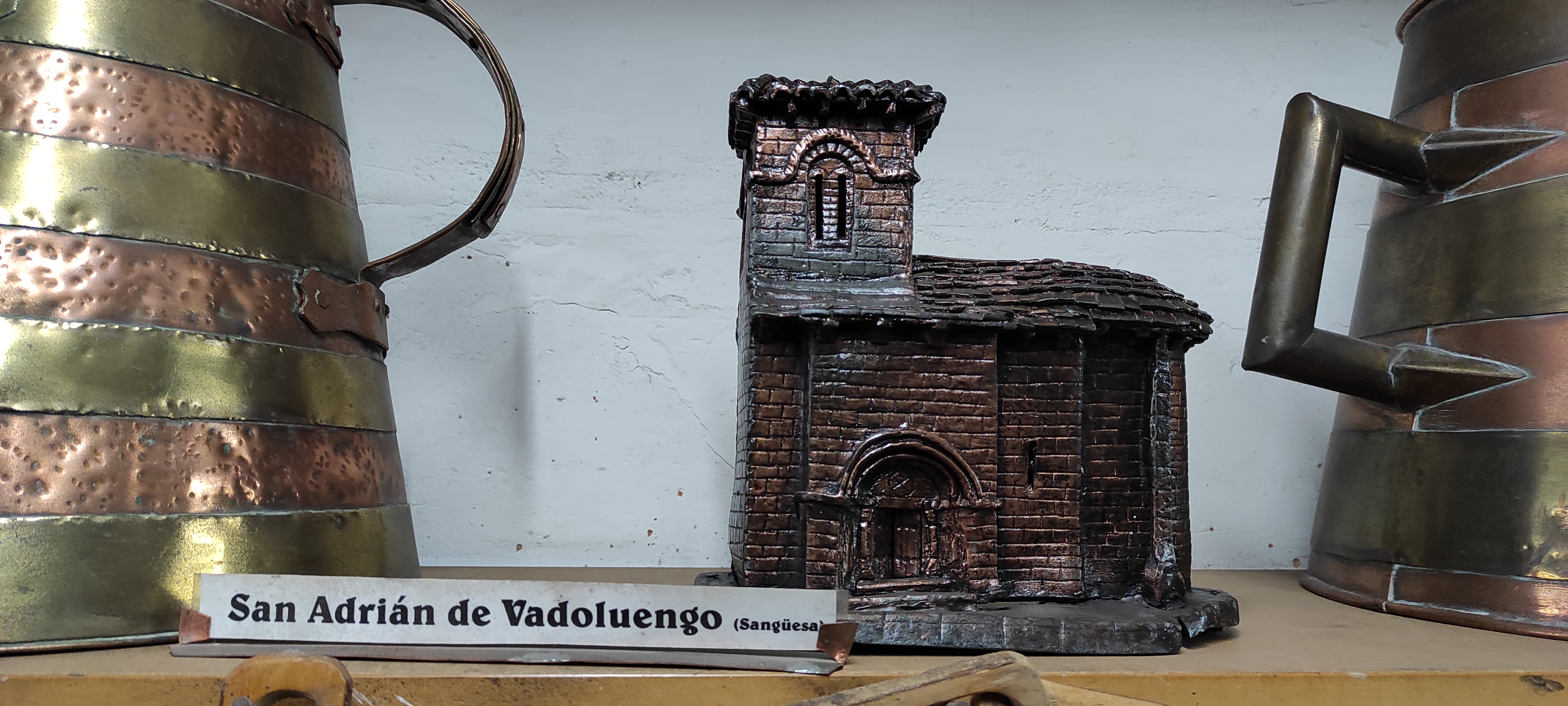
Iglesia de San Adrián de Vadoluengo (Sangüesa)
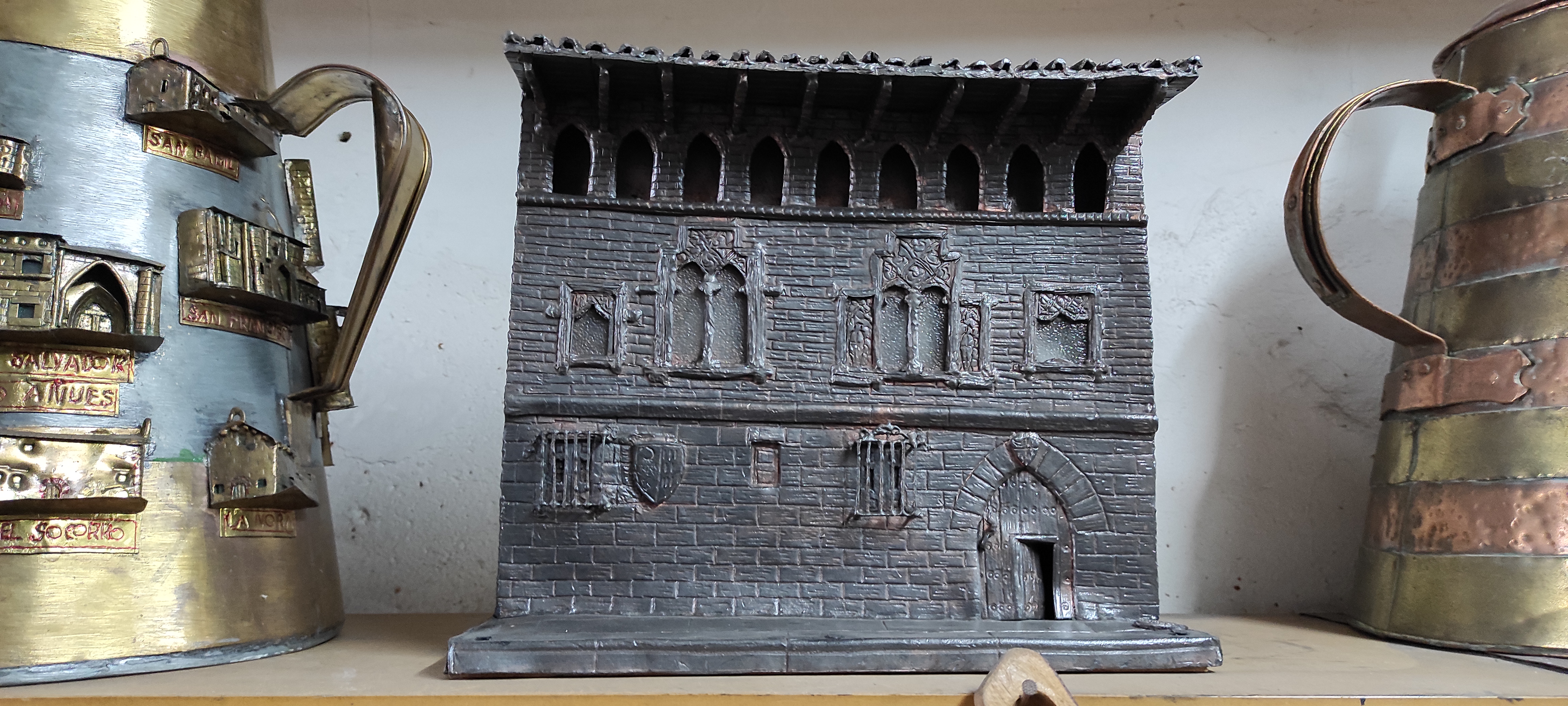
Palacio de Añués (Sangüesa)
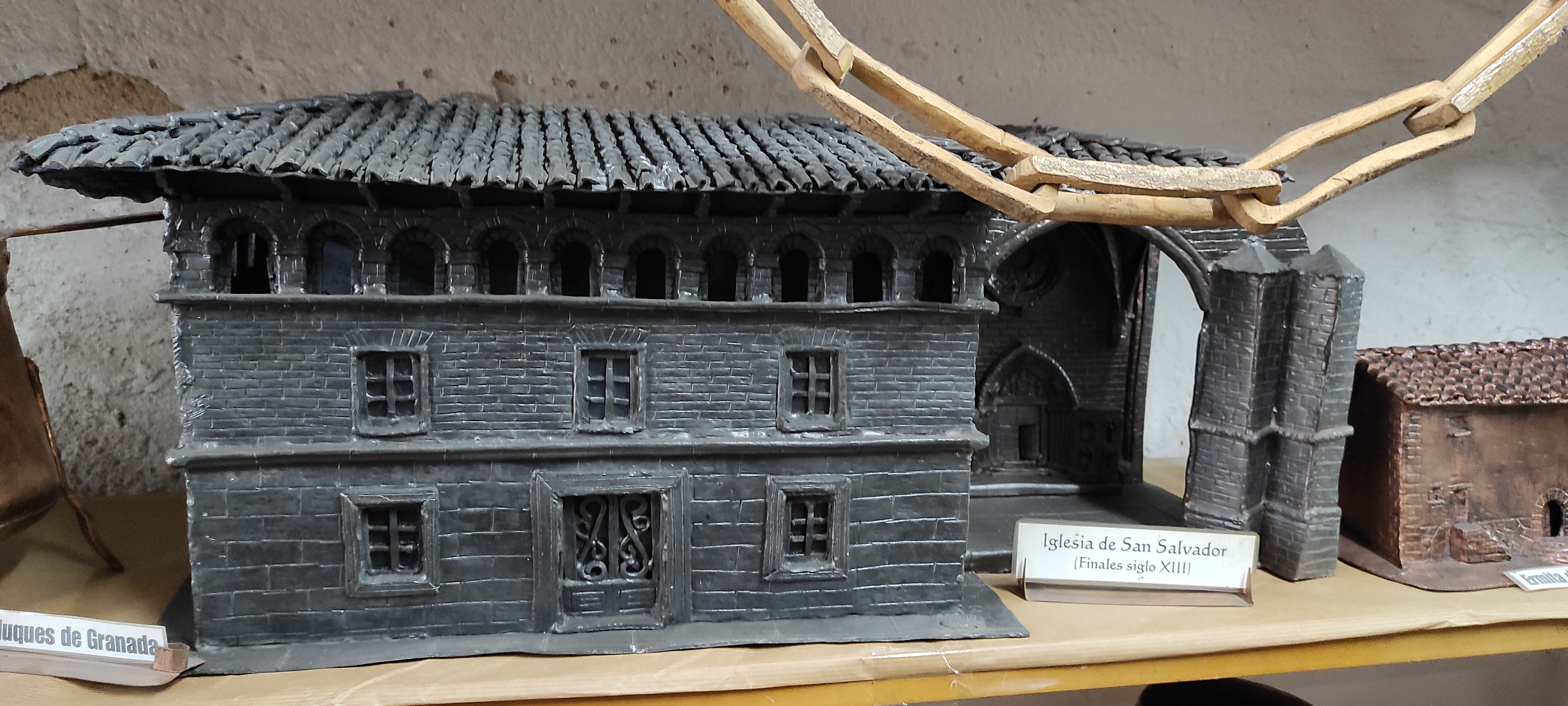
Iglesia de San Salvador (Sangüesa)
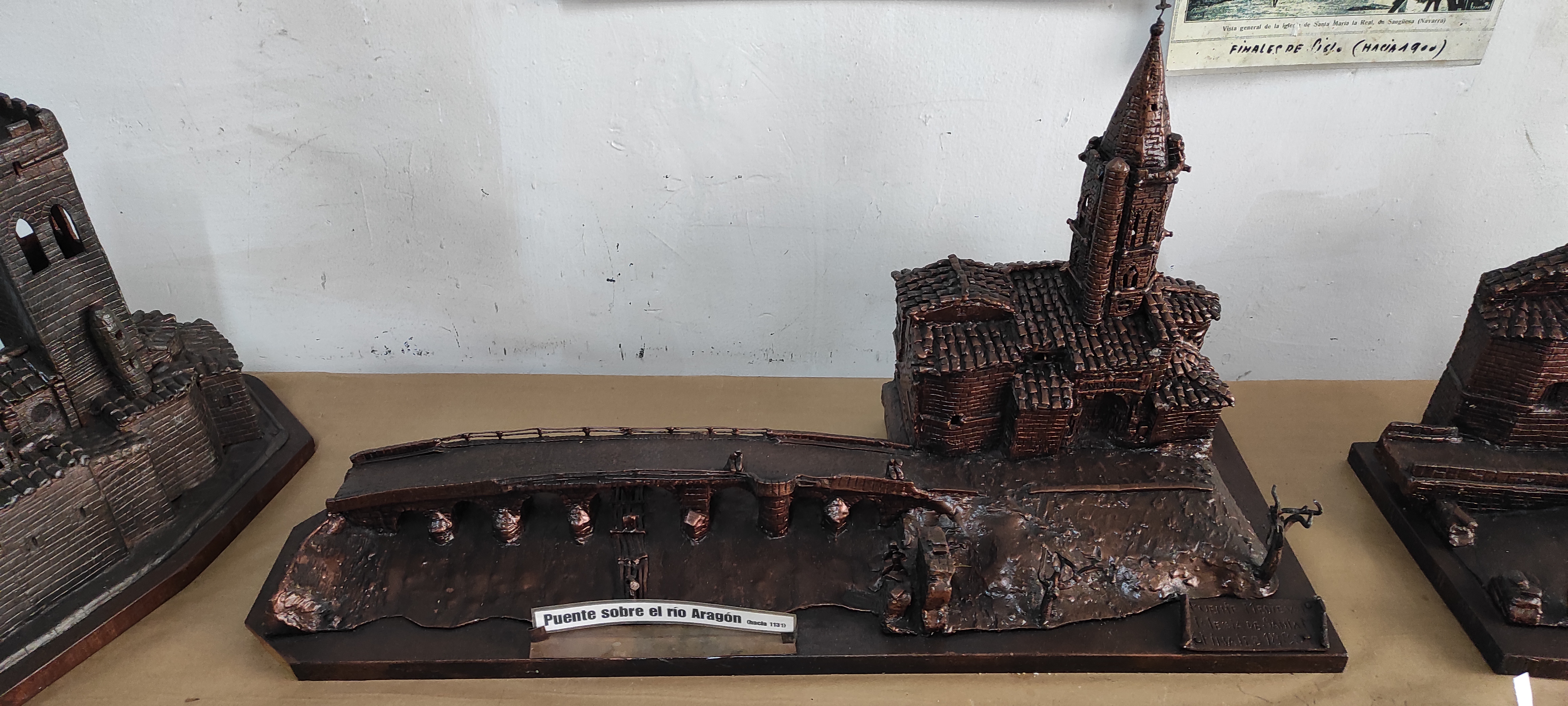
Iglesia de Santa María y antiguo puente sobre el río Aragón (Sangüesa)
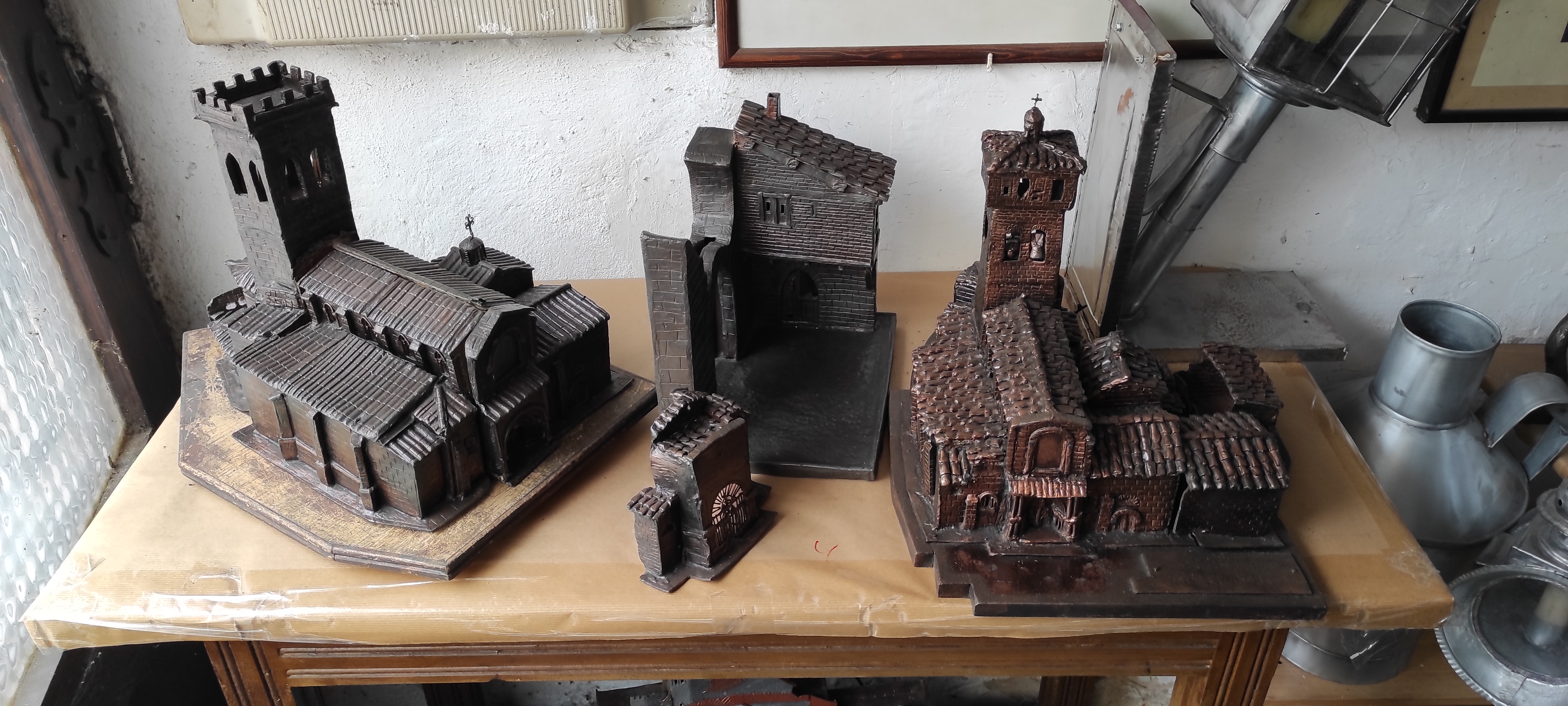
Reproducciones de monumentos